# Szabó Ágnes (grafikus)
Szabó Ágnes, névvariánsok: Rogán Miklósné; Rogánné Szabó Ágnes; R. Szabó Ágnes; Rogán Ágnes (Budapest, 1932. március 7. – Piliscsaba, 2016. november 22.) magyar grafikusművész, könyvillusztrátor.

## Életpályája
Budapesten született és nőtt fel. Fiatalkorában többféle művészeti ág is vonzotta. Nagy érdeklődéssel rajzolt, vele párhuzamosan zenei tanulmányokat folytatott. Bár sikeresen indult zenei pályája az országos Bartók-zongoraverseny második helyezettjeként, mégis a képzőművészet mellett döntött.
1955-ben diplomázott az Iparművészeti Főiskolán jelmeztervezőként. Igaz, dolgozott a színházi és filmvilágban is, de igazán a grafikában érezte otthon magát. Érdeklődése a gyermekekkel összefüggő témák felé vitték, számos mese- és tankönyvet illusztrált. Illusztrációi többek között a Móra Könyvkiadó, a Tankönyvkiadó és a Zeneműkiadó gondozásában jelentek meg.
Még főiskolai tanulmányai alatt ment férjhez Rogán Miklós grafikusművészhez, akivel élete során számos könyvet és diafilmet együtt illusztráltak.
Közös gyermekük, ifjabb Rogán Miklós 1953-ban született.

## Könyvillusztrációiból
- Kisdobos
- Kincskereső (irodalmi folyóirat gyermekeknek)(Csongrád megyei Lapkiadó Vállalat)
- Szamuil Jakovlevics Marsak: Macskalak (1962)
- Tasnádi Éva: Az én kistestvérem… (Minerva, 1961)
- Varga Katalin: Cérna Peti (Minerva, 1966)
- Rogán Ágnes: Ekkora halat fogtam (Képzőművészeti Kiadó)
- Rogán Ágnes: Eső után… (Képzőművészeti Kiadó)
- Rogán Ágnes: Utazz velünk! (Képzőművészeti Kiadó)
- Rogán Ágnes: Várva várt tavasz (Képzőművészeti Kiadó)
- Rogán Ágnes: Vidám vendégség (Képzőművészeti Kiadó)
- A sánta kutya és más színdarabok (Gyermekszínpad) (Móra Ferenc Könyvkiadó, 1963)
- L Vida Margit: Tévé-ovi (Minerva, 1974)
- Szentiványi Jenő: A görög gálya titka (Móra Ferenc Könyvkiadó, 1961)
- Napraforgó (RTV-Minerva, 1978)
- Vakáció (Szórakozás, játék, rejtvény) (Tankönyvkiadó Vállalat, 1977)
- De jó játék ez, gyerekek! - játékgyűjtemény 6-14 évesek számára (Tankönyvkiadó Vállalat, 1972)
- Dr. Ijjas Istvánné: Szerb-horvát nyelvkönyv 3-4 (Tankönyvkiadó Vállalat, 1970)
- Dr. Bogdány Ferenc: Kevés szóval németül (Tankönyvkiadó Vállalat, 1977)
- Gartner Éva: Mindenki iskolája – olvasókönyv felnőtteknek – 7. osztály (Minerva, 1976)
- Donászy Magda: Zsóka az új óvodában (Minerva, 1965)
- Thury Zsuzsa: A francia kislány (Móra Ferenc Könyvkiadó, 1959)

## Diafilmjei
- Orosz nyelv az általános iskola V. osztály Szóbeli szakasz (I–IV. rész) (1964)
- Orosz nyelv általános iskola 6. osztály (I–VI. rész) (1965)
- Orosz nyelv általános iskola 7. osztály II. rész (1967)
- Fogalmazás az általános iskola 3. osztálya számára (I–VI. rész) (1966)
- Fogalmazás az általános iskolák 4. osztálya számára (VII–VIII rész). (1966)
- A hét krajcár (1967)
- Az igazi barátság (1967)
- Orosz nyelv általános iskola 7. osztály III. rész (1967)
- Olvasmányok rajzos vázlata az általános iskolák I. osztálya számára (1968)
- Olvasmányok rajzos vázlata az általános iskola 2. osztály számára (1968)
- Orosz nyelv általános iskola 8. osztály I. rész (1968)
- Peti és Panni az iskolában (1968)
- Peti és Panni otthon (1968)
- Mesebeli Nyúlországban (1970)
- Kuckó király (1971)
- Vidám húsvét az oviban (1971)
- Olvasmányok rajzos illusztrációi az általános iskola 5-8. osztálya számára a magyar irodalom tanításához (1974)
- Én és a testvérkém (1974)
- Tüskevár (1977)
- Téli berek (1979)
- Karácsonyi versek (1986)

## Díjai, elismerései
Rogán Miklóssal közösen kapott díjai:
- A lipcsei könyvvásárokon többször kapott díjat általuk illusztrált könyv
- Életmű plakett – (A Tankönyvkiadótól a 30 éves együttes munkájuk alkalmával)